# 中村七之助 (2代目)
二代目 中村七之助（にだいめ なかむら しちのすけ、1983年〈昭和58年〉5月18日 - ）は、歌舞伎役者、俳優。屋号は中村屋。定紋は角切銀杏、替紋は丸に舞鶴。歌舞伎名跡「中村七之助」の当代。本名は波野 隆行（なみの たかゆき）。東京都出身。ファーンウッド所属。公称身長174cm。

## 来歴
1983年（昭和58年）5月18日、十八代目中村勘三郎（当時は五代目中村勘九郎）の次男として誕生。2歳年上の兄は六代目中村勘九郎、義姉は女優の前田愛。伯母に女優の波乃久里子がいる。父方の母方の曽祖父は六代目尾上菊五郎で、七代目尾上梅幸と二代目尾上九朗右衛門と二代目大川橋蔵は父方の大伯父（大叔父）。七代目尾上菊五郎と七代目清元延寿太夫と丹羽貞仁は父（及び伯母）の従兄弟で、寺島しのぶと五代目尾上菊之助と二代目尾上右近は父方の母方の再従兄弟にあたる（お互いの祖父母同士が兄弟のため）。八代目中村芝翫は母方の叔父にあたる。六代目中村児太郎は従弟にあたる。
文京区立第五中学校、堀越高等学校卒業。
1986年（昭和61年）9月、『檻』の祭りの子にて初お目見得。
1987年（昭和62年）1月、歌舞伎座『門出二人桃太郎』の弟桃太郎で二代目中村七之助を名乗り初舞台。兄桃太郎は実兄の勘太郎(現:勘九郎)が、爺と婆は二人の実の祖父である十七代目中村勘三郎（爺）と七代目中村芝翫（婆）がつとめた。
幼少時より、兄弟の姿がドキュメンタリー番組で取り上げられることも多かった。ほっそりとした容姿と、やや寂しげな美しい風情が魅力の若女方。
歌舞伎に限らず、様々な方面で活躍している。1999年（平成11年）には、NHK大河ドラマ『元禄繚乱』に親子役で親子出演（父が大石内蔵助、本人が大石主税）。2003年（平成15年）には米国映画『ラスト サムライ』で明治天皇役を演じた。
2005年（平成17年）1月には、泥酔してタクシーに無銭乗車したうえ、運転手の通報で駆けつけた警察官に対して暴行を加え、大塚警察署に公務執行妨害で現行犯逮捕された。父の「中村勘三郎」襲名を目前に控えた祝賀パーティーからの帰途での事件であったが、3か月間の謹慎処分を受けた
2025年4月18日、交際していた一般女性と結婚することを所属事務所を通じて発表。4月22日に婚姻届を提出した。6月30日、東京・虎ノ門のオークラ東京で挙式披露宴を開き、この日、初めて夫人の写真を公開した。

### 初舞台向け1986年のイベント
歌舞伎座・1987年1月「江戸歌舞伎三百六十年 猿若祭初春大歌舞伎」公演の筋書きP.51-53に、以下全ての紹介があった。
- 4月23日　中村勘太郎・中村七之助 初舞台記者会見
- 9月27日　岡山県岡山市吉備津神社にて、舞台成功祈願及び鳴釜神事
- 9月28日　香川県高松市女木島（鬼ヶ島）を訪問し、鬼が住んでいたと言われている洞窟を見学。また高松市役所にも訪問し、市長と面会。
- 10月21日　『門出二人桃太郎』の拵えをしてPR用スチール撮影
- 10月24日　猿若祭として浅草寺仲見世お練り及び懇親会（父方の祖父・十七代目中村勘三郎、母方の祖父・七代目中村芝翫、父・五代目中村勘九郎(当時)、伯父・二代目澤村藤十郎が幼い兄弟と共に練り歩いた）
- 12月3日　初舞台挨拶廻り（フジテレビ）
- 12月8日　歌舞伎座劇場前にて、猿若祭初春大歌舞伎の切符前売り初日御挨拶

## 人物
趣味はゲーム、カラオケ、スニーカー蒐集。カラオケは大好きといわれるほど。映画出演作『真夜中の弥次さん喜多さん』でその歌声を聞くことができる。
堀越高等学校在学時には同級生に松本潤、松田龍平がおり、現在でも交流があるという。歌舞伎役者では、同じ堀越高校で1学年下だった二代目尾上松也と親しく、カラオケ仲間のひとりでもある。ちなみに松本とは『どうする家康』で松本演じる徳川家康と因縁のある石田三成の役を演じたことで共演経験もある。
2006年に『ウチくる!?』に出演した際には、叔父の九代目中村福助にまつわる逸話や、渡辺えりの現代劇に出演したときに父から「頼むぞ、お前がしっかりしないと俺が怒られるんだ」と半ば泣きつかれたことなどを語った。
自分について、「僕、割と冷静なんです。そのお役をやっているときはのめりこみますが、舞台から下りたらスッと自分に戻る。でも、兄（勘九郎）は役に入り込む。」と述べている。
阪神タイガースファンであることをたびたび公言しており、2022年6月19日には自身のラジオでアシスタントを務めるヒロド歩美と共に ABCラジオ「ABCフレッシュアップベースボール～阪神対DeNA戦～」の実況ゲストを務めた。
憧れと目標は、坂東玉三郎。

## 受賞歴
- 2009年、重要無形文化財（総合認定）に認定され、伝統歌舞伎保存会会員となる[15]。
- 第20回読売演劇大賞 杉村春子賞[16]
- 第36回松尾芸能賞・新人賞（2015年）[17]
- 2015年 第1回森光子の奨励賞 ＊兄の中村勘九郎と受賞[18]
- 2021年 第38回浅草芸能大賞奨励賞受賞[19]

## 出演作

### テレビドラマ
- ばら色の人生（1987年、NHK）
- 大河ドラマ（NHK）
  - 武田信玄（1988年） - 武田義信（幼少期・太郎）役
  - 元禄繚乱（1999年） - 大石主税 役
  - いだてん〜東京オリムピック噺〜（2019年） - 三遊亭圓生 役
  - どうする家康（2023年） - 石田三成 役[20]
- 金曜ドラマシアター→金曜エンタテイメント 旅は道連れ世は情けねェ！（1992年2月14日 - 1994年11月4日、フジテレビ） - 五十嵐亮太 役
- 豊臣秀吉 天下を獲る!（1995年1月2日、テレビ東京） - 竹千代 役
- 年末大型時代劇 『河井継之助〜駆け抜けた蒼龍〜』（2005年12月27日、日本テレビ） - 鈴木虎太郎 役
- 金曜ドラマうぬぼれ刑事 最終話「赤い彗星」（2010年9月17日、TBS） - 桜市太郎 役
- 令和元年版 怪談牡丹燈籠（2019年10月6日 - 10月27日、NHK BSプレミアム） - 萩原新三郎 役
- 正月時代劇 ライジング若冲 天才 かく覚醒せり（2021年1月2日、NHK総合・NHK BS4K） - 主演・伊藤若冲 / 桝屋源左衛門 役[注 1][21]
- 忠臣蔵狂詩曲 No.5 中村仲蔵 出世階段（NHK BSプレミアム / NHK BS4K、2021年12月4日･11日） - 瀬川錦次のちの初代 市川染五郎 役[22]
- 大河ドラマが生まれた日（2023年2月4日、NHK総合） - 佐田啓二 役[23]

### バラエティ
- さんまのSUPERからくりTV

### ドキュメンタリー
- アンテナ22
- ボクらの時代
- 勘三郎が泣いた!勘太郎挙式&感動秘話〜さよなら歌舞伎座SP
- 『美しい日本に出会う旅』（BS-TBS、2015年3月25日 - 2017年3月29日） - 旅人・語り

### 映画
- ラスト サムライ（2003年） - 明治天皇 役
- インストール（2004年） - コウイチ 役
- 真夜中の弥次さん喜多さん（2005年） - 食客喜多八 役

### 劇場アニメ
- かぐや姫の物語（2013年11月23日） - 御門 役

### 舞台
- ETERNAL CHIKAMATSU（2016年） - 小春 役[24]

### ラジオ
- Sky presents 中村七之助のラジのすけ（2021年4月 - 、ABCラジオ） - MC

### CM
- ロッテ「チョコパイ」「クレープアイス」(いずれも幼少期に兄と出演)
- ブラザー工業 「PRIVIO」（2014年） - 兄・勘九郎と出演
- リーブ21（2016年） -　兄・勘九郎と出演[25]